# Helbergbeek
De Helbergbeek is een beek in Nederlands Zuid-Limburg in de gemeente Gulpen-Wittem. De beek ligt tussen de buurtschappen Diependal en Terziet ten zuiden van Epen op de linkeroever van de Terzieterbeek, een zijrivier van de Geul. Ten noorden van de laagte waardoor de Helbergbeek stroomt ligt de Morgensweg en ten zuiden van de laagte de straat Helberg.
De beek heeft slechts één tak.

## Ligging
De beek ligt in het Geuldal in de overgang naar het Plateau van Crapoel dat in het westen omhoog rijst. Hoger op de helling ligt het Bovenste Bosch. De beek ontspringt ten noordwesten van de camping Hoeve Helberg en ten zuiden van buurtschap Diependal. De beek stroomt daarna in noordoostelijke richting om na ongeveer een 700 meter in Terziet te eindigen op de plaats waar de Morgensweg uitkomt op de Terzieterweg. Hier mondt de beek tussen de zijtak vanuit het bronnetjesbos en de tak van de Bredebron in de Terzieterbeek uit.